# Jonas Stenberg
Jonas Stenberg (ur. 18 lutego 1975) – szwedzki aktor filmowy.

## Filmografia
- 1990: Kamienna tajemnica, jako Jake Nilsson